# Sound of Hope: The Story of Possum Trot
Sound of Hope: The Story of Possum Trot (bra: Som da Esperança - A História de Possum Trot; prt: O Som da Esperança) é um filme de drama cristão estadunidense de 2024, dirigido por Joshua Weigel. É um filme biográfico sobre Donna e o Reverendo Martin.

## Enredo
Após a morte de sua mãe em 1996, Donna sentiu o chamado para cuidar de crianças órfãs. Após entrar em contato com uma agência de adoção, ela soube da situação de muitas outras crianças. Juntamente com seu marido, o Reverendo Martin, e a Igreja Batista Missionária Bennett Chapel, em Possum Trot, Condado de Shelby (Texas), ela convidou famílias a adotar crianças do sistema de acolhimento familiar local.

## Elenco
- Elizabeth Mitchell: Susan Ramsey
- Demetrius Grosse: Reverendo Martin
- Nika King: Donna Martin
- Joshua Weigel: Pastor Mark
- Diaana Babnicova: Terri

## Bilheteria
O filme arrecadou US$ 11,7 milhões na bilheteria mundial com um orçamento de US$ 8,5 milhões.